# Bentley Speed 8

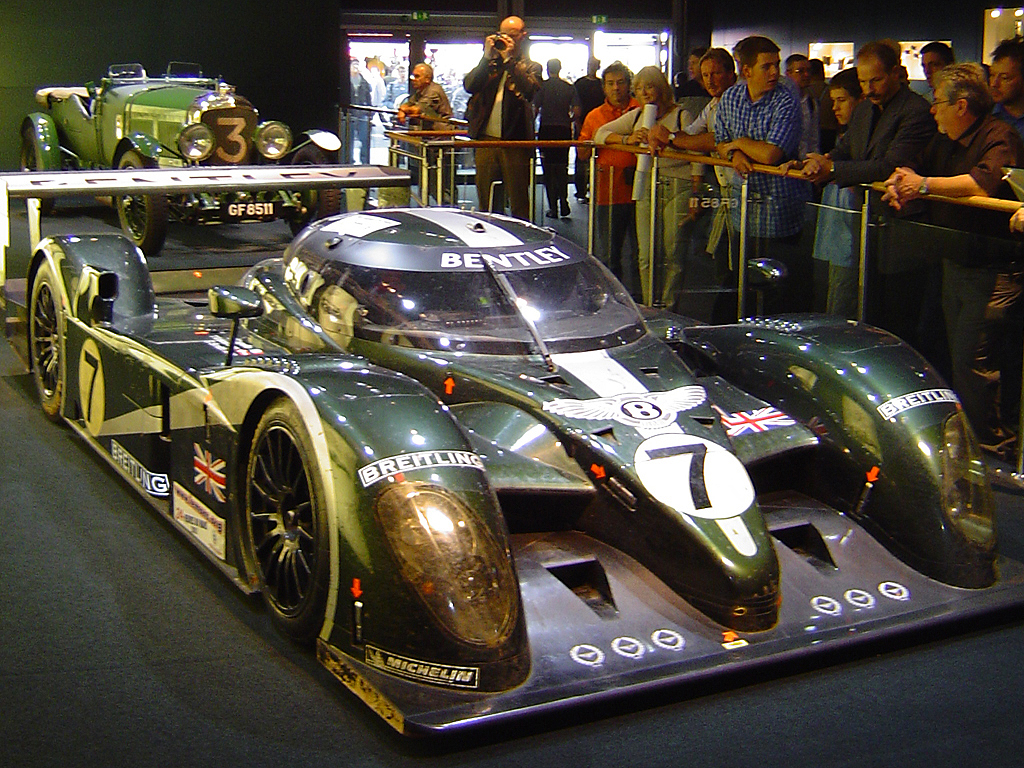
Bentley Speed 8, winnaar van de 24 uur van Le Mans (2003)

De Bentley Speed 8 (ook wel Bentley EXP Speed 8) is een LMP1-prototype waarmee in 2003 de 24 uurs race van Le Mans is gewonnen. De Speed 8 debuteerde in 2001. De basis van de auto is de eerder succesvolle Audi R8. De Speed 8 was de terugkeer van Bentley in de racerij, na een afwezigheid van 73 jaar. 

## Kenmerken
De auto is ontworpen door Racing Technology Norfolk in het Verenigd Koninkrijk, al wordt door velen gedacht dat Audi hier een belangrijke rol in speelde. Beide merken zijn dan ook onderdeel van de Volkswagen-groep. 
De motor was dan ook dezelfde als de Audi R8, een 3.6 liter turbo V8. Ook de versnellingsbak is dezelfde als in de Audi, een sequentiële versnellingsbak met 6 versnellingen. De banden van Bentley waren echter niet dezelfde als Audi, Bentley reed met Dunlop-rubber, Audi met Michelin. 
Er zijn totaal vijf Speed 8-wagens gebouwd.

## Media
De Speed 8 is verschenen in een aantal race-games, waaronder Gran Turismo en Project CARS. 